# King (album)
King je čtvrté studiové album amerického rappera T.I. Bylo nahráno u Atlantic Records a vydáno 28. března 2006. Album bylo nominováno na tři ceny Grammy, kdy T.I. získal jednu za singl "What You Know".

## O Albu
Roku 2005 již byl T.I. proslulý rapper z řad Atlantic Records, když si udělal jméno předchozími alby Trap Muzik a Urban Legend. Téhož roku započal nahrávat své čtvrté studiové album King, a to v době, kdy byl v přísné podmínce, poté co strávil měsíc ve vězení za porušení podmínky z roku 2004. Nová podmínka mu byla udělena jen aby mohl pokračovat ve své tvorbě.
Album měl původně být soundtrack k filmu ATL, ve kterém T.I. hrál hlavní roli.
Na začátku roku 2006 postupně polovina písní z alba unikla na internet. T.I. se z nich rozhodl vydat mixtape Gangsta Grillz: The Leak. Také vydal dva promo singly "Ride wit Me" a "Front Back" (ft. UGK).

## Singly
Prvním singlem byla píseň "What You Know", který se umístil na 3. příčce žebříčku Billboard Hot 100 a na prvních pozicích žebříčků Hot R&B/Hip-Hop Songs a Hot Rap Songs. V USA získal certifikaci 2x platinový singl za dva miliony prodaných kopií.
Druhým singlem byla píseň "Why You Wanna". Ten se umístil na 29. příčce žebříčku Billboard Hot 100 a zabodoval i ve Spojeném království, kde obsadil 22. příčku. V USA se stal zlatým.
"Live in the Sky" byl třetí a poslední originální singl. V hitparádách nezabodoval.
V prosinci byl vydán remix k písni "Top Back", který obsahoval hosty Young Jeezy, Young Dro, Big Kuntry King a B.G.. Ten obsadil 29. příčku US žebříčku a stal se platinovým.

## Po vydání
Debutovalo na první příčce žebříčku Billboard 200 s 522 000 prodanými kusy v první týden prodeje v USA. Tím ihned získal certifikaci zlatá deska od společnosti RIAA. Celkem získal platinovou certifikaci v USA a zlatou v Kanadě.

## Seznam skladeb
| Pořadí | Název                                               | Hudba                            | Délka |
| ------ | --------------------------------------------------- | -------------------------------- | ----- |
| 1.     | King Back                                           | Just Blaze                       | 4:12  |
| 2.     | Front Back (ft. UGK)                                | Mannie Fresh                     | 3:42  |
| 3.     | What You Know                                       | DJ Toomp                         | 4:34  |
| 4.     | I'm Talkin' to You                                  | Just Blaze                       | 5:40  |
| 5.     | Live in the Sky (ft. Jamie Foxx)                    | Keith Mack                       | 5:46  |
| 6.     | Ride Wit Me                                         | Keith Mack                       | 4:04  |
| 7.     | The Breakup (skit) (ft. Mike Epps & Malieka)        | Keith Mack                       | 1:56  |
| 8.     | Why You Wanna                                       | Kevin "Khao" Cates               | 3:37  |
| 9.     | Get It                                              | Swizz Beatz                      | 3:40  |
| 10.    | Top Back                                            | Mannie Fresh                     | 4:42  |
| 11.    | I'm Straight/Pimp C (skit) (ft. B.G. & Young Jeezy) | Nick Fury, The Chosen One        | 6:35  |
| 12.    | Undertaker (ft. Young Buck & Young Dro)             | Kevin "Khao" Cates               | 4:13  |
| 13.    | Stand Up Guy                                        | Kevin "Khao" Cates               | 3:16  |
| 14.    | You Know Who                                        | Tony Galvin, Travis Barker (co.) | 2:54  |
| 15.    | Goodlife (skit) (ft. Pharrell & Common)             | The Neptunes                     | 4:28  |
| 16.    | Hello (ft. Governor)                                | Kevin "Khao" Cates               | 3:34  |
| 17.    | Told You So                                         | Keith Mack                       | 4:22  |
| 18.    | Bankhead (ft. P$C & Young Dro)                      | DJ Toomp                         | 4:26  |